# Dormaalocyon
Dormaalocyon es un género extinto de mamífero carnívoro basal que habitó en lo que ahora es Europa durante el Eoceno.
Sus primeros restos fósiles, encontrados en la provincia de Limburgo (Bélgica), fueron descritos en 1966 como Miacis latouri, pero en 2014 se han descrito más y mejores restos que permiten asignarles a un nuevo género. Parece que sus parientes más próximos son Vulpavus y Miacis